# Fodil Hadjadj
Fodil Hadjadj (Algeri, 18 aprile 1983) è un ex calciatore algerino, centrocampista.

## Carriera

### Club
Inizia a giocare a calcio in Francia, nelle giovanili del Nantes. Si trasferisce nel 2005 al MC Alger, in Algeria, con cui vincerà un campionato nel 2010 oltre a due coppe nazionali. Dopo due stagioni al CS Constantine, dal 2012 è un giocatore del CR Belouizdad.

### Nazionale
Con la nazionale algerina ha preso parte alla Coppa d'Africa 2004.

## Palmarès

### Club

#### Competizioni nazionali
- Campionato algerino: 1

MC Alger: 2009-2010
- Coppa d'Algeria: 3

MC Alger: 2005-2006, 2006-2007
CS Constantine: 2011-2012
- Supercoppa d'Algeria: 2

MC Alger: 2006, 2007
- Campionato algerino di seconda divisione: 1

CS Constantine: 2010-2011